# Heraios
Heraios (spesso letto anche Heraus, Heraos, Miaos) (... – 30) fu un capo clan dei Kushan (che regnò: dal 1º al 30 d.C.), una delle cinque tribù che costituivano la confederazione degli Yuezhi nella Battriana agli inizi del primo secolo d.C., pressappoco al tempo in cui i Kushan stavano iniziando la loro invasione dell'India Heraios fu probabilmente il primo re. Può darsi che fosse un alleato dei greci, e adottò lo stesso stile nel conio delle monete. Fu anche, probabilmente, il padre di Kujula Kadphises.

## Controversie sull'identità
Diversi studiosi mettono in dubbio la sua esistenza come figura storica distinta e suggeriscono che "Heraios" possa essere stato un altro nome per il suo successore nominale Kujula Kadphises. Ad esempio, il numismatico Joe Cribb sottolinea la somiglianza delle monete coniate da Kujula con quelle di un predecessore greco-battriano di nome Ermeo. Inoltre, alcuni ritratti di Kujula assomigliano a Ermeo, suggerendo che Kujula potrebbe aver inizialmente riutilizzato il disegno delle monete emesse durante il regno di Ermeo.

## Monetazione

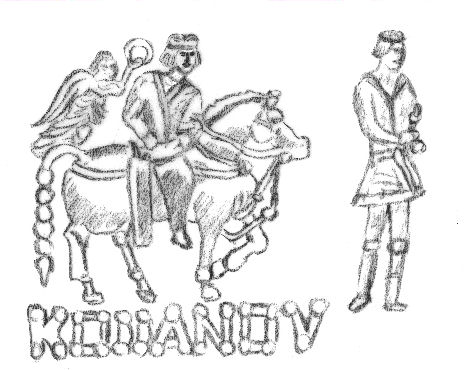
Rappresentazione di Heraios, dai migliori esemplari monetali

Le monete con il nome Heraios erano d'argento e realizzate nello stile ellenistico, utilizzando la scrittura greca. Il rovescio mostra la dea greco alato della vittoria, Nike, che regge una corona di fiori, sopra Heraios montato su un cavallo. Indossa una tunica e ha un grande arco sul fianco. Alcuni ritratti mostrano Heraios con una marcata deformazione artificiale del cranio, una caratteristica di molti ritratti e sculture Kushan del I secolo d.C. Su alcune monete di Heraios, il suo nome è stato talvolta letto come ΗΛΟΥ o ΗΙΛΟΥ, traslitterato come "Ilou". Tuttavia, altre letture degli stessi testi includono "Maou" e "Miaou".